# Kathedraal van Noyon
De Kathedraal Notre-Dame van Noyon is een kerk in Noyon (departement Oise), in de regio Hauts-de-France. Vroeger was de kerk de zetel van een bisschop. Sinds 1801 ressorteert hij tot het diocees Beauvais. Het is een van de oudste representanten van de gotische bouwkunst in Frankrijk. Op de plek van de huidige kathedraal stonden eerder ook al vier kerken; de laatste daarvan brandde in 1131 af.

## Geschiedenis
Met de bouw van de straalkapellen na 1150 begon de geschiedenis van de huidige kathedraal. In de jaren 1160-1170 werd gebouwd aan delen van het koor en de dwarsbeuk. Tussen 1170 en 1185 werden het koor en een eerste deel van het schip voltooid. In de jaren 1190-1208 kwam het schip gereed, waarna tot 1231 aan de westgevel werd gewerkt. In 1293 werd het westelijke deel van de kerk door brand verwoest. Nadien werd de noordelijke toren gerestaureerd en werden de kapittelzaal en de kapellen van de noordelijke zijbeuk gebouwd.
Tijdens de Franse Revolutie maar vooral tijdens de Eerste Wereldoorlog liep de kerk aanzienlijke schade op. Herstel van de laatste schade duurde tot 1938.

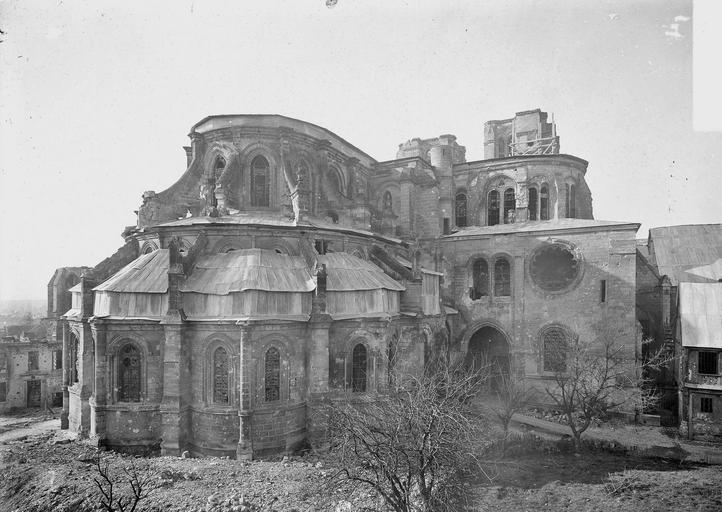
De enorme schade aan de kathedraal na de Eerste Wereldoorlog

De kathedraal van Noyon (1155-1200) is in feite een vereenvoudigde, wat onzekere variant van de Kathedraal van Saint-Denis. De architecten hadden duidelijk moeite de zekerheid geboden door dikke muren los te laten en maakten meer gebruik van steunmuren dan van pilaren. Alhoewel het koor al geheel gotisch aandoet, wekt de rest van de kerk nog een romaanse indruk.

## Het interieur

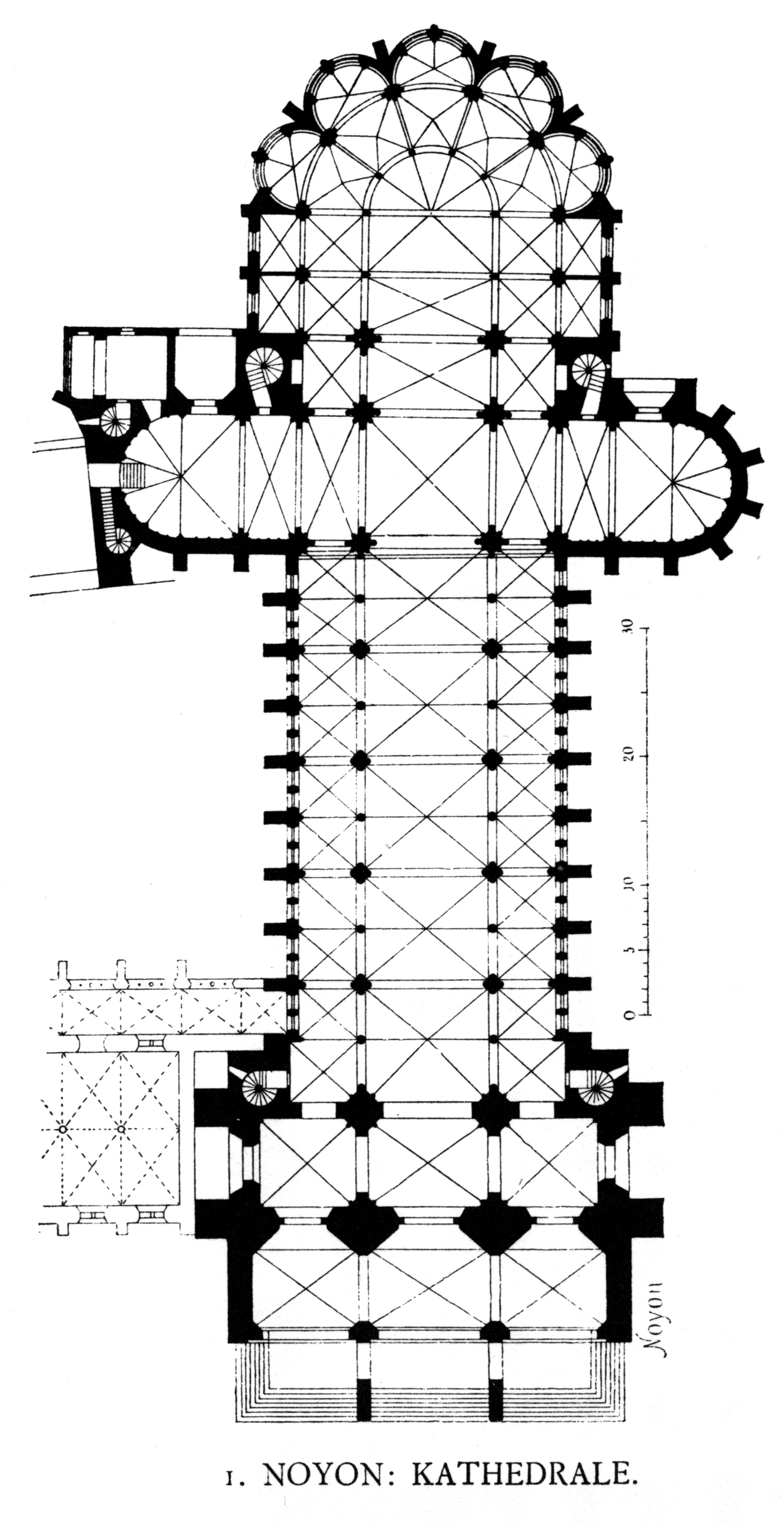
Grondplan van de kathedraal

### Het schip
Het schip bestaat uit elf traveeën inclusief die van de westgevel, die een soort kleine dwarssbeuk vormt. De opbouw van schip (evenals van het koor) is traditioneel: arcades die toegang verschaffen tot de zijbeuken, tribunes, triforium en hoge vensters. De arcades en de tribunes hebben spitsbogen; het triforium en de hoge vensters rondbogen. De pilaren zijn afwisselend sterk (d.w.z. samengesteld) en zwak (een enkele ronde zuil). Dit duidt erop dat de bouwmeesters oorspronkelijk zesdelige gewelven op het oog hadden, maar door de spatkrachtproblemen gedwongen werden dit idee te verlaten.
De tribunes, waarvan de vensters een maaswerk met een driepas hebben, zijn omgeven door een fraaie smeedijzeren balustrade.

Het blinde triforium vertoont per travee vier kleine arcades; de hoge vensters zijn tweedelig.
In de 13e eeuw zijn zes zijkapellen toegevoegd aan de noordelijke zijbeuk. De drie zijkapellen van de zuidelijke zijbeuk dateren van de 14e tot 16e eeuw. De middelste daarvan, de Chapelle Notre-Dame-de-Bonsecours, is bijzonder rijk versierd. Het is een schitterend voorbeeld van de architectuur tijdens de regering van Frans I. De zijbeuken zijn in de 18e eeuw vernieuwd.

### De dwarsbeuk en de viering
De twee armen van de dwarsbeuk eindigen in halfronde apsissen. In beide is ook een portaal.
In de eerste travee van het koor rust het gewelf op vier voor dit doel veel te omvangrijke zuilen. Ook het metselwerk van de zijbeuken is daar zeer zwaar uitgevoerd. (Hier bevinden zich de trappen die naar de tribunes voeren.) Ze moesten dienen als basis voor twee vieringtorens die er nooit gekomen zijn.

### Het koor
Het koor bestaat uit drie rechthoekige traveeën en een halve rotonde. Aan de noord-, oost- en zuidzijde zijn er zijbeuken. Het koor loopt uit op vijf straalkapellen met een ronde achterwand; aan de noord- en zuidzijde zijn nog twee vierkante zijkapellen gebouwd.
De opbouw bestaat uit de vier gebruikelijke niveaus: grote arcades (die uitkomen op de kooromgang), tribunes, triforium en hoge vensters.

Er zijn kleine verschillen met de opbouw van het later gebouwde schip. In de tribunes hebben de spitsbogen van de arcades geen driepas. In het afgeronde deel van de apsis heeft de tribune slechts één arcade. Het triforium hebben drie tot vijf kleine arcades; deze zijn romaans van vorm zoals in het schip. De hoge vensters, hier één per travee, zijn eveneens romaans. De graven van de bisschoppen zijn tijdens de Franse Revolutie vernield.

## Rond de kathedraal
Aan de noordwestkant van het schip bevinden zich nog de westelijke zijde van een kloostergang van 1230. Daarnaast is de oude refectorium (nu de kapittelzaal) uit dezelfde periode, waarvan de entree getooid is met beelden van bisschoppen en andere beeldhouwwerken.

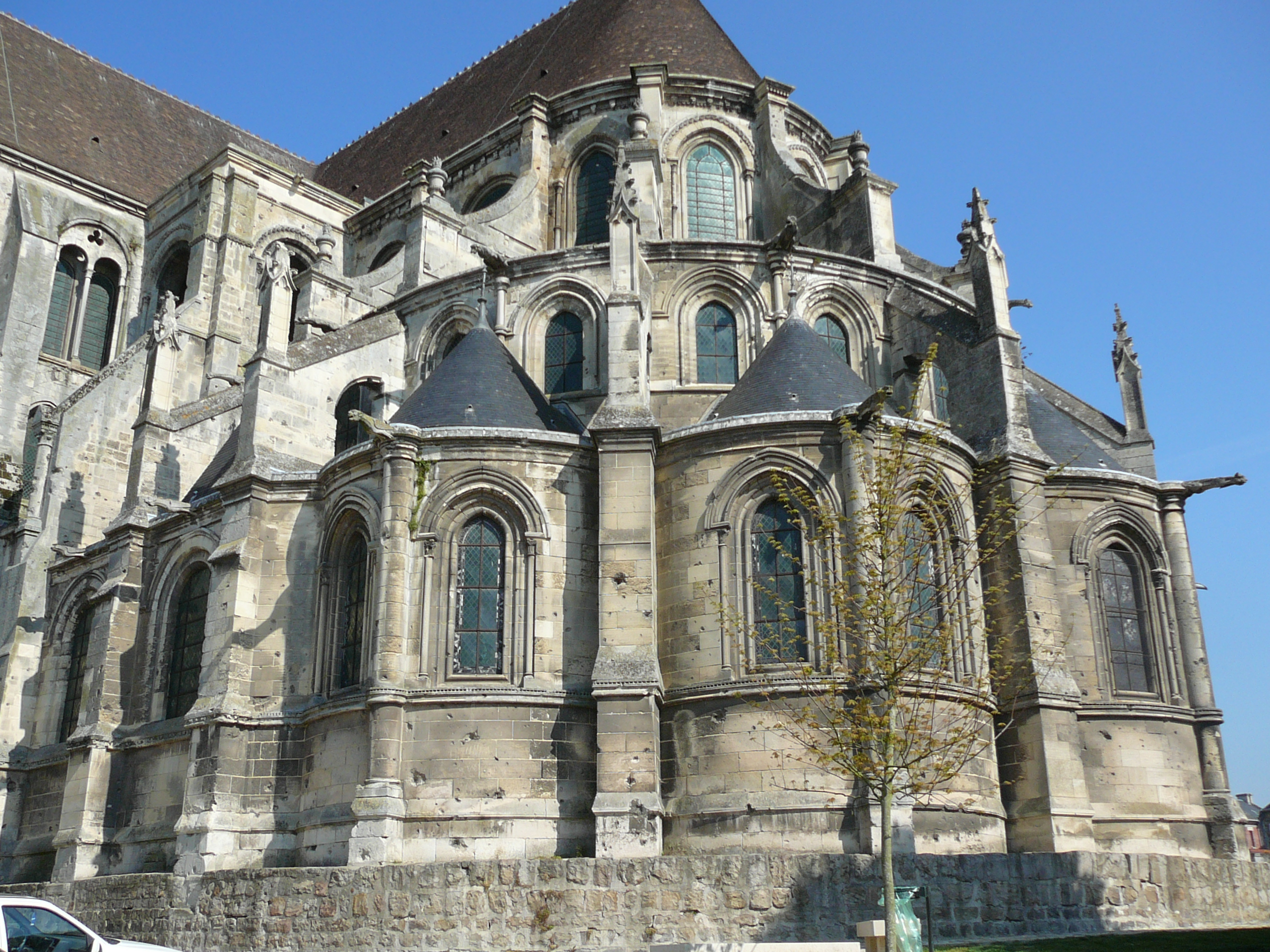
Het hoogkoor van buiten gezien
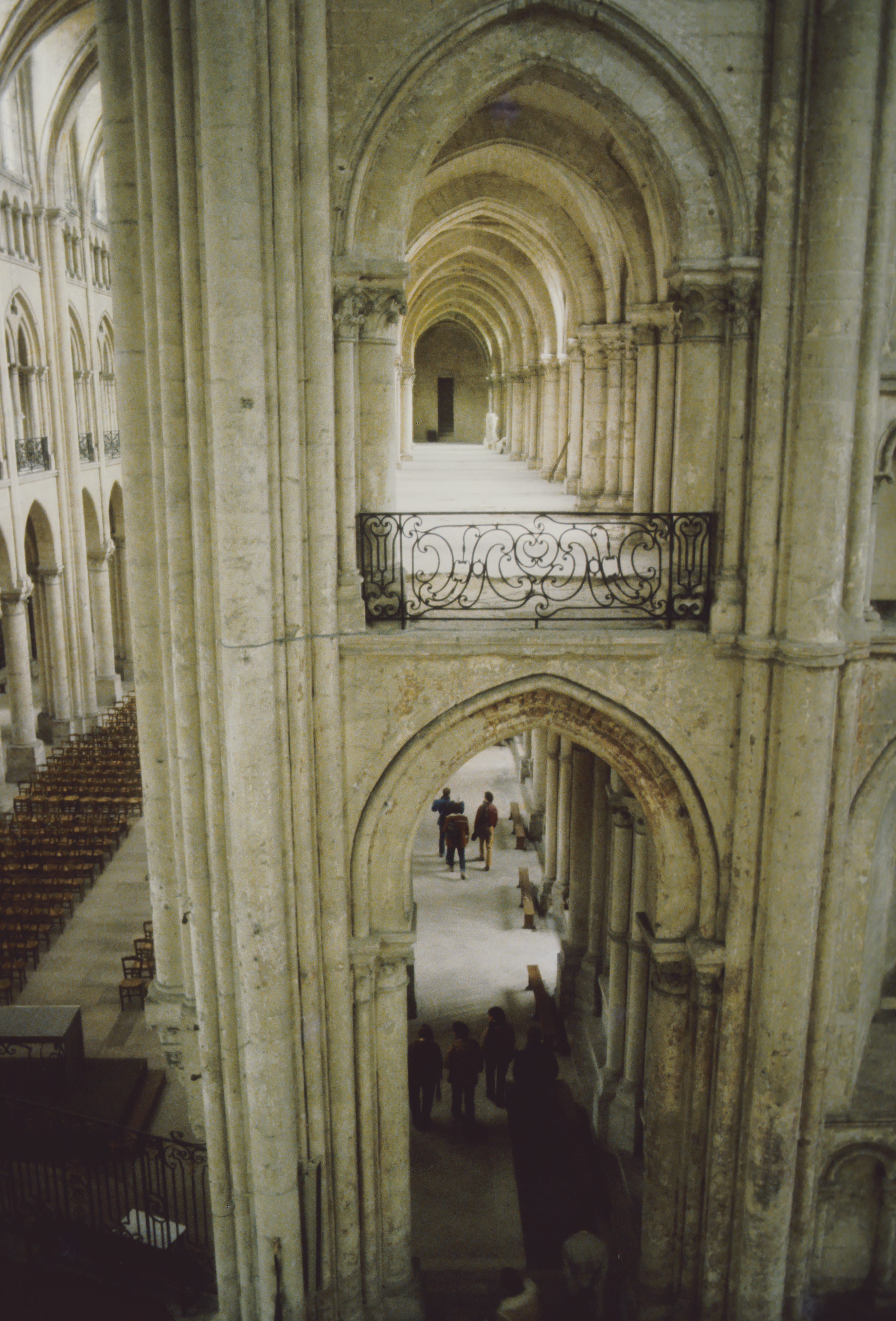
Het schip met de tribunes
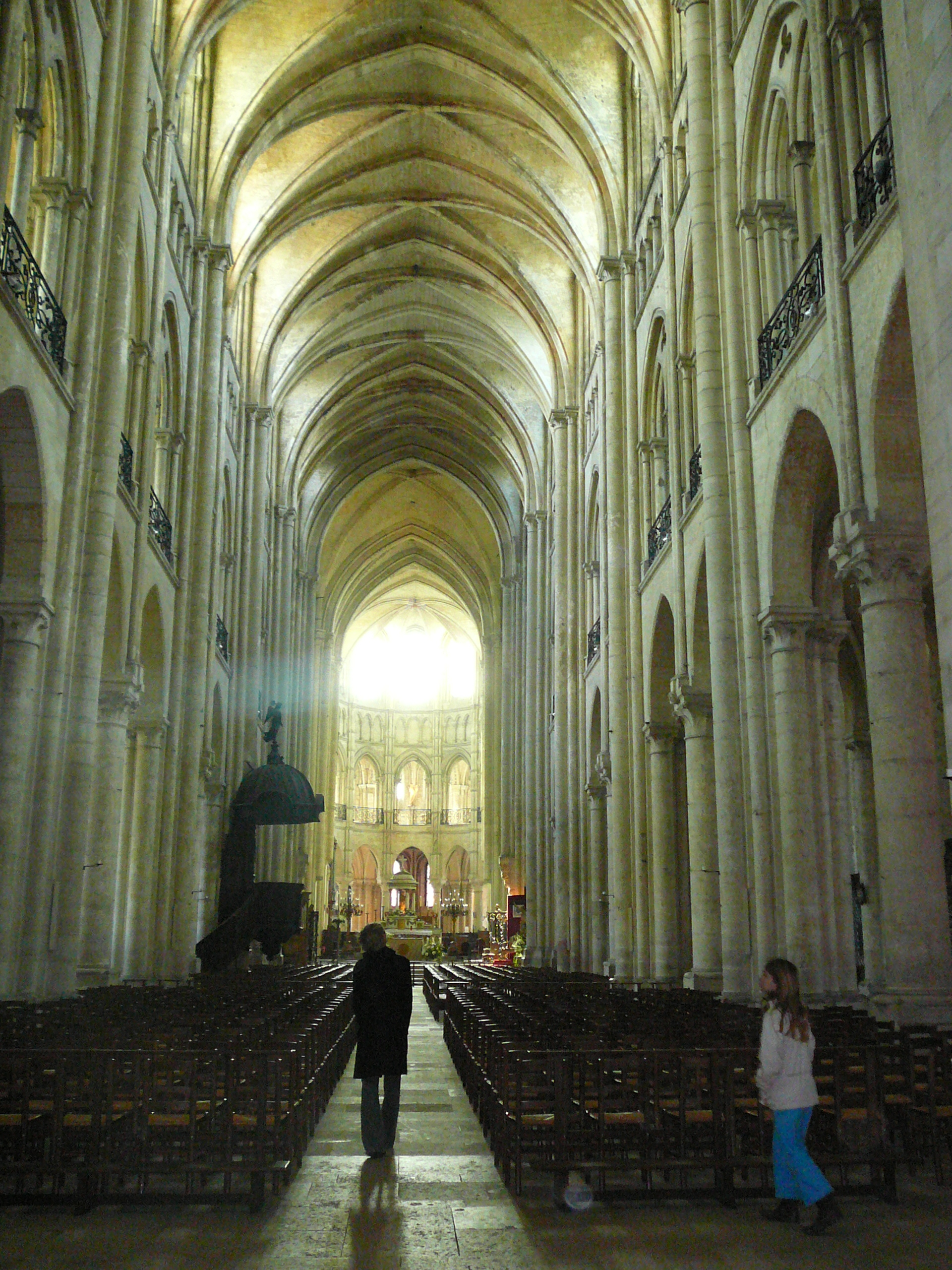
Het schip
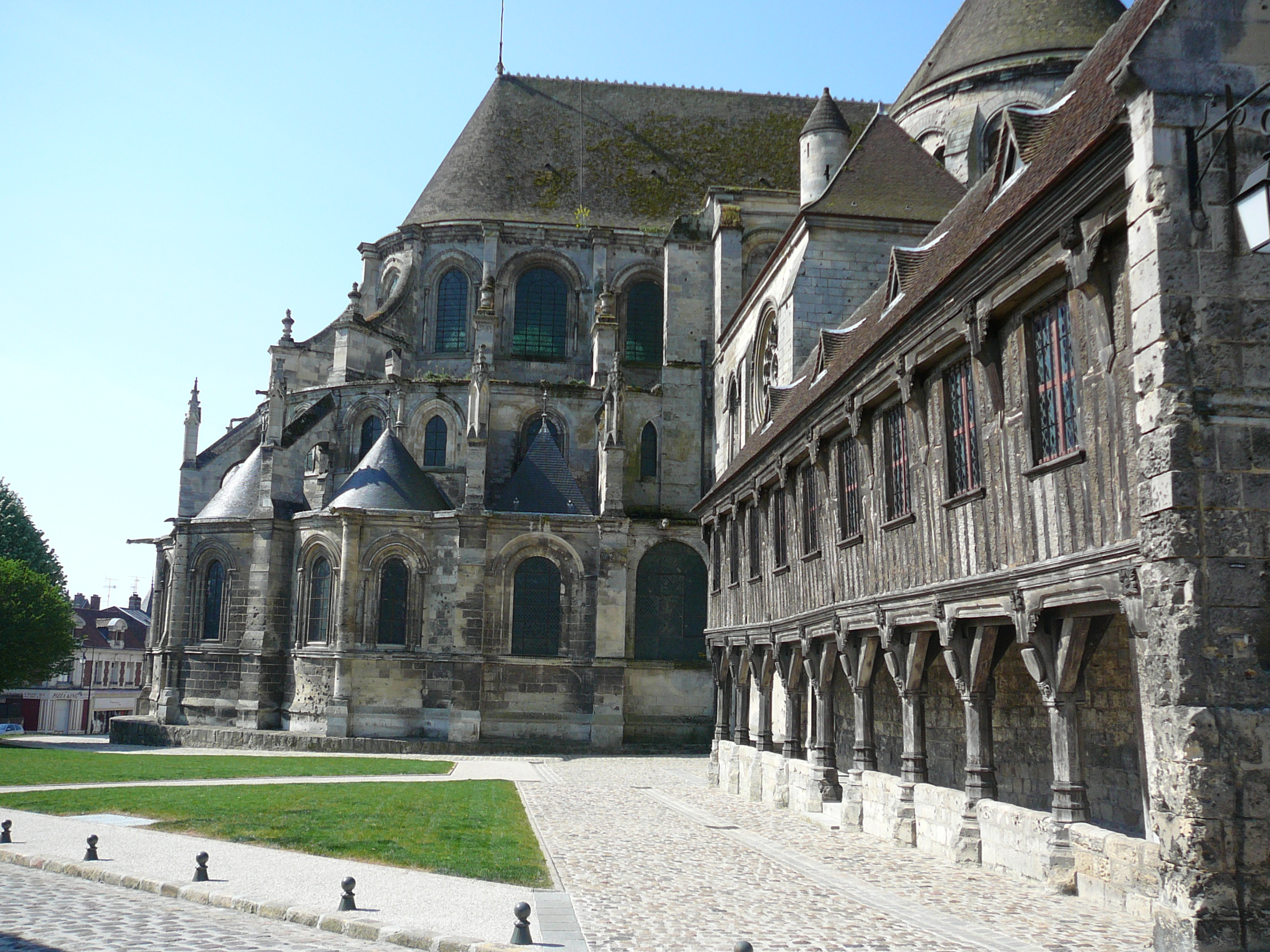
De 16e-eeuwse bibliotheek van het kapittel